# 카메룬산붓털쥐
카메룬산붓털쥐 또는 로즈비어붓털쥐(Lophuromys roseveari)는 쥐과 붓털쥐속에 속하는 설치류이다. 카메룬에서만 발견된다. 자연 서식지는 아열대 또는 열대 기후 지역의 습윤 저산대 숲과 습윤 관목 지대, 고지대 관목 지대, 고지대 초원, 플랜테이션, 시골 정원 지대이다.